# 山口信也
山口 信也（やまぐち しんや、1940年（昭和15年）12月17日 - 2022年（令和4年）9月29日）は、日本の政治家。元福島県喜多方市長（2期）、元熱塩加納村長（2期）。

## 来歴
福島県熱塩加納村（現喜多方市）出身。福島県立喜多方高等学校、日本大学経済学部経済学科卒業。1962年（昭和37年）4月、福島県庁に入庁。1998年（平成10年）に熱塩加納村長に就任し、以降同村長を2期務める。その後、2006年（平成18年）1月4日、熱塩加納村は旧喜多方市および耶麻郡塩川町・山都町・高郷村と合併し、新喜多方市の合併特例区の一つとなる。
2010年（平成22年）1月24日執行の喜多方市長選挙に無所属で出馬。12,502票を獲得し、現職の白井英男ら3人の候補者を破り、初当選を果たす。同年2月12日、市長に就任。
2014年（平成26年）1月26日執行の市長選挙では新人との一騎打ちの構図となり、14,842票を獲得し再選、市長2期目に入る。
2018年（平成30年）1月の市長選には出馬せず、2期目の任期満了をもって市長を退任した。
2022年（令和4年）9月29日、内臓疾患のため会津若松市内の病院で81歳で死去した。